# A Lista de Schindler
A Lista de Schindler (em inglês:  Schindler's List) é um filme de drama histórico norte-americano de 1993 dirigido e produzido por Steven Spielberg e escrito por Steven Zaillian. É baseado no romance de 1982, Schindler's Ark, do romancista australiano Thomas Keneally. O filme segue Oskar Schindler, um empresário alemão dos Sudetos que, junto com sua esposa Emilie Schindler, salvou mais de mil refugiados judeus holandeses do Holocausto, principalmente poloneses, empregando-os em suas fábricas durante a Segunda Guerra Mundial. É estrelado por Liam Neeson como Schindler, Ben Kingsley como o contador judeu de Schindler Itzhak Stern e Ralph Fiennes como o oficial da SS Amon Göth.
As idéias para um filme sobre os Schindlerjuden (judeus Schindler) foram propostas desde 1963. Poldek Pfefferberg, um dos Schindlerjuden, fez da sua vida a missão de contar a história de Schindler. Spielberg ficou interessado quando o executivo Sidney Sheinberg enviou a ele uma resenha sobre a Schindler's Ark. A Universal Pictures comprou os direitos do romance, mas Spielberg, sem saber se estava pronto para fazer um filme sobre o Holocausto, tentou passar o projeto para vários diretores antes de decidir dirigi-lo.
A fotografia principal ocorreu em Cracóvia, Polônia, durante 72 dias em 1993. Spielberg filmou a maior parte do filme em preto e branco e abordou o filme como um documentário. O diretor de fotografia Janusz Kamiński queria criar uma sensação de atemporalidade. John Williams compôs a partitura, e o violinista Itzhak Perlman tocou o tema principal.
A Lista de Schindler estreou em 30 de novembro de 1993, em Washington, DC e foi lançada em 15 de dezembro de 1993, nos Estados Unidos. Frequentemente listado entre os melhores filmes já feitos, o filme recebeu elogios da crítica internacional por seu tom, direção de Spielberg, performances e atmosfera; também foi um sucesso de bilheteria, faturando US$ 322 milhões em todo o mundo com um orçamento de US$ 22 milhões. Foi indicado a doze Oscars, vencendo sete, incluindo Melhor Filme e Melhor Diretor (Spielberg), como também muitos outros prêmios (incluindo 3 Globos de Ouro e 7 BAFTAs). Em 2007, o American Film Institute elegeu Schindler's List como o oitavo melhor filme americano da história. O filme foi designado como "cultural, histórico ou esteticamente significativo" pela Biblioteca do Congresso em 2004 e selecionado para preservação no National Film Registry.

## Enredo
O filme começa em 1939 com os alemães iniciando a relocação dos judeus poloneses para o Gueto de Cracóvia, pouco tempo depois do início da Segunda Guerra Mundial. Enquanto isso, Oskar Schindler, um empresário alemão de Morávia, chega na cidade com a esperança de fazer uma fortuna lucrando com a guerra. Schindler, um membro do Partido Nazista, prodigaliza subornos para oficiais da Wehrmacht e da SS em troca de contratos. Patrocinado pelos militares, ele adquire uma fábrica para produzir panelas para o exército. Sem saber muito como comandar a empresa, ele ganha a colaboração de Itzhak Stern, um oficial da Judenrat (Conselho Judeu) de Cracóvia que possui contatos com a comunidade empresária de judeus e os mercadores negros dentro do Gueto. Os empresários judeus emprestam o dinheiro à Schindler para a fábrica em troca de uma pequena parte dos produtos produzidos. Ao abrir a fábrica, Schindler agrada os nazistas, aproveita sua nova fortuna e sua posição como "Herr Direktor", enquanto Stern cuida de toda a administração. Schindler contrata judeus poloneses ao invés de poloneses católicos por serem mais baratos (os próprios trabalhadores não recebem nada; os salários são pagos a SS). Os trabalhadores da fábrica recebem permissão para sair do Gueto, e Stern falsifica documentos para garantir que o maior número de pessoas sejam consideradas "essenciais" para o esforço de guerra da Alemanha Nazista, que os salva de serem transportados para campos de concentração, ou de serem mortos.
O Tenente Amon Göth da SS chega em Cracóvia para supervisionar a construção do novo campo de concentração de Płaszów. Com o campo completo, ele ordena a liquidação final do gueto e a Operação Reinhard em Cracóvia começa, com tropas esvaziando os apartamentos e matando arbitrariamente qualquer um que proteste ou não coopere. Schindler, assistindo ao massacre de um morro, é profundamente afetado. Mesmo assim ele é cuidadoso para ficar amigo de Göth e, através da atenção de Stern para subornos, Schindler continua a ter apoio e proteção da SS. Durante esse período, Schindler suborna Göth para que ele possa construir seu próprio sub-campo para seus trabalhadores, para sua fábrica continuar funcionando e para proteger os judeus de serem randomicamente executados. Enquanto o tempo passa, Schindler age conforme as informações dadas por Stern e tenta salvar o maior número possível de vidas. Enquanto os rumos da guerra mudam, Göth recebe ordens de Berlim para exumar e queimar os restos de todos os judeus mortos no Gueto de Cracóvia, desmantelar Płaszów e enviar os judeus restantes—incluindo os trabalhadores de Schindler—para o campo de concentração de Auschwitz-Birkenau.
Em um primeiro momento, Schindler se prepara para deixar Cracóvia com sua fortuna. Ele não consegue fazer isso, todavia, e prevalece sobre Göth para permitir que ele mantenha seus trabalhadores para levá-los a uma fábrica em Zwittau-Brinnlitz, sua cidade natal, longe da Solução Final, em funcionamento na Polônia ocupada. Göth eventualmente consente, porém cobra grandes subornos para cada trabalhador. Schindler e Stern fazem uma lista de trabalhadores que serão mantidos longe dos trens para Auschwitz.
"A Lista de Schindler" compreende esses judeus "especializados", e para muitos no campo de Płaszów, ser incluído na lista significa a diferença entre a vida e a morte. Quase todos os membros de sua lista chegam em segurança a Brinnlitz. O trem que levava as mulheres e crianças judias acidentalmente é redirecionado para Auschiwitz. Ao saber disso, Schindler vai imediatamente para o campo. Com a intenção de resgatar as mulheres e crianças, ele suborna o comandante do campo, Rudolf Höß, com diamantes. Com o problema resolvido, as mulheres e crianças finalmente chegam em Brinnlitz. Schindler institui um controle firme nos oficiais da SS enviados para a fábrica, os proibindo de entrar nas áreas de produção. Para manter seus trabalhadores vivos, ele gasta sua fortuna subornando oficiais nazistas e comprando produtos de outras companhias, significando que ele nunca produziu cartuchos de artilharia funcionais durante sete meses. Seu dinheiro acaba quase ao mesmo tempo que o exército alemão (Wehrmacht) se rende, encerrando a guerra.
Como um membro do Partido Nazista e alguém que lucrou com a guerra, em 1945, Schindler deve fugir do Exército Vermelho. Ele arruma suas coisas em um carro e se despede de seus trabalhadores. Antes de ir embora, seus trabalhadores lhe entregam uma carta explicando que ele não é um criminoso, junto com um anel com uma citação do Talmude, "Aquele que salva uma vida salva o mundo inteiro". Schindler fica tocado mas profundamente envergonhado, achando que poderia ter feito mais para salvar mais vidas, como vender seu carro e seu broche nazista para salvar outras pessoas. Chorando, ele deixa a fábrica com sua esposa durante a noite.
Os Judeus de Schindler dormem ao lado dos portões da fábrica e são acordados pelo Sol no dia seguinte. Um soldado soviético chega e anuncia aos judeus que eles foram libertados pelo Exército Vermelho. Eles andam até uma cidade próxima em busca de comida.
Depois de algumas cenas mostrando eventos do pós-guerra, como a execução de Amon Göth e um sumário sobre a vida posterior de Schindler, o filme retorna para os judeus andando até a cidade. Enquanto eles andam, as imagens e preto e branco mudam para imagens coloridas dos Judeus de Schindler no presente, no túmulo de Schindler em Jerusalém (onde ele queria ser enterrado). O filme se encerra mostrando uma procissão dos judeus que trabalharam na fábrica de Schindler, cada um colocando um pedra em sua lápide—um tradicional costume judeu de indicar grande gratidão ou agradecimentos a alguém falecido. Os atores que interpretaram os personagens principais caminham de mãos dadas com a pessoa real interpretada, colocando suas pedras enquanto passam. Na cena final, Liam Neeson (apesar de seu rosto não ser visível) coloca um par de rosas na lápide.

## Elenco

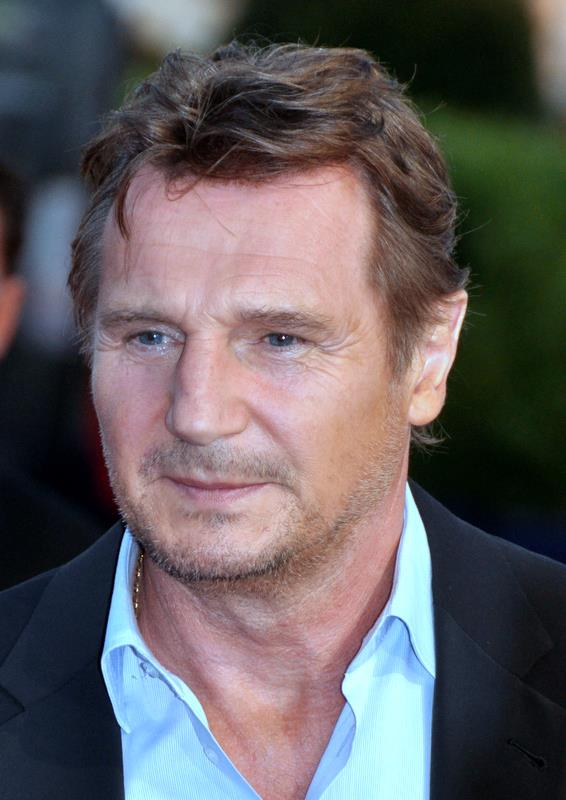
Liam Neeson (visto aqui em 2012) foi escalado como Oskar Schindler no filme

### Principal
- Liam Neeson como Oskar Schindler
- Ben Kingsley como Itzhak Stern
- Ralph Fiennes como Amon Göth
- Caroline Goodall como Emilie Schindler
- Jonathan Sagall como Poldek Pfefferberg
- Embeth Davidtz como Helen Hirsch

### Secundário
- Ezra Dagan como Rabino Lewartow
- Malgoscha Gebel como Wiktoria Klonowska
- Shmuel Levy como Wilek Chilowicz
- Mark Ivanir como Marcel Goldberg
- Béatrice Macola  como Ingrid
- Andrzej Seweryn como Julian Scherner
- Friedrich von Thun como Rolf Czurda
- Krzysztof Luft como Herman Toffel
- Harry Nehring como Leo John
- Norbert Weisser como Albert Hujar
- Adi Nitzan como Mila Pfefferberg
- Michael Schneider como Juda Dresner
- Miri Fabian como Chaja Dresner
- Anna Mucha como Danka Dresner
- Albert Misak como Mordecai Wulkan
- Hans-Michael Rehberg como Rudolf Höß
- Daniel Del Ponte como Dr. Josef Mengele

## Produção

### Desenvolvimento
Poldek Pfefferberg foi um dos "Judeus de Schindler", e fez como sua missão de vida contar a história de seu salvador. Pfefferberg tentou produzir uma cinebiografia sobre Oskar Schindler com a Metro-Goldwyn-Mayer em 1963, com Howard Koch escrevendo o roteiro, porém o acordo não deu certo. Em 1982, Thomas Keneally publicou Schindler's Ark, um romance que escreveu depois de ter conhecido Pfefferberg. Sid Sheinberg, então presidente da Music Corporation of America, enviou ao diretor Steven Spielberg um resenha do livro feita pelo The New York Times. Spielberg ficou espantado com a história de Schindler, jocosamente perguntado se era verdade. Spielberg "foi atraído para a natureza paradoxal [de Schindler]… Era sobre um Nazista salvando Judeus… O que levaria um homem como este a de repente pegar tudo que ganhou e colocar a serviço para salvar essas vidas?" Spielberg expressou interesse suficiente para a Universal Pictures comprar os direitos do romance, e no começo de 1983 Spielberg se encontrou com Pfefferberg. Pfefferberg perguntou a Spielberg, "Por favor, quando você vai começar?", Spielberg respondeu, "Daqui a dez anos". Nos créditos finais, Pfefferberg é creditado como consultor, sob o nome de "Leopold Page".
O diretor estava inseguro sob sua própria humanidade ao fazer um filme sobre o Holocausto, e o projeto em sua consciência. Spielberg tentou passar o projeto para o diretor Roman Polanski, que recusou. A mãe de Polanski morreu em Auschwitz, e ele viveu no Gueto de Cracóvia. Polanski eventualmente dirigiu seu próprio filme sobre a Segunda Guerra em 2002, com The Pianist. Spielberg também ofereceu o filme a Sydney Pollack e Martin Scorsese, que foi anexado a direção de Schindler's List em 1988. Entretanto, ele estava inseguro sobre deixar Scorsese dirigir o filme, já que "Eu teria desperdiçado a chance de fazer para os meus filhos e família sobre o Holocausto". Spielberg ofereceu a Scorsese a chance de dirigir o remake de Cape Fear no lugar. Billy Wilder demonstrou interesse em dirigir o filme "como um memorial para a maior parte de [sua] família, que foram para Auschwitz".
Spielberg finalmente decidiu dirigir o filme depois de ouvir sobre o Genocídio na Bósnia e vários negadores do holocausto. Com a ascensão do neonazismo depois da queda do Muro de Berlim, ele ficou preocupado que as pessoas estavam aceitando a intolerância como no início da década de 1930. Além disso, Spielberg estava ficando envolvido com sua herança judia ao criar seus filhos. Sid Sheinberg deu luz verde para o filme sob uma condição: Spielberg faria Jurassic Park primeiro. O diretor mais tarde disse, "Ele sabia que após de eu dirigido Schindler's List eu não conseguiria fazer Jurassic Park".
Em 1983, Thomas Keneally foi contratado para adaptar seu livro, entregando um roteiro de 220 páginas. Keneally se focou nas inúmeras relações de Schindler, e admitiu que ele não havia comprimido a história o suficiente. Spielberg contratou Kurt Luedtke, que havia adaptado o roteiro de Out of Africa, para escrever o próximo rascunho. Luedtke desistiu quatro anos depois, já que ele achava que a mudança de sentimento da parte de Schindler era muito inacreditável. Durante seu período como diretor, Scorsese contratou Steven Zaillian para escrever o roteiro. Ele estendeu a sequência da liquidação do gueto, já que ele achou que a "sequência deveria ser quase impossível de se assistir". Ele queria que a transição de Schindler fosse gradual e ambígua, e não "algum tipo de catarse explosiva que transformaria isso em The Great Escape".

### Seleção de elenco
Liam Neeson fez o teste para Oskar Schindler cedo no processo de seleção de elenco, sendo escolhido em dezembro de 1992, depois de Spielberg tê-lo visto atuar em Anna Christie na Broadway. Warren Beatty participou de uma leitura do roteiro, porém Spielberg ficou preocupado que ele não conseguiria disfarçar seu sotaque e que traria "bagagem de estrela de cinema". Kevin Costner e Mel Gibson expressaram interesse em interpretar Schindler. Neeson achou que "[Schindler] gostava de andar com os nazistas. O livro de Keneally diz que ele era considerado um tipo de bufão para eles … se os nazistas fossem nova-iorquinos, ele seria do Arkansas. Eles não o levavam muito a sério, e ele usava isso para total efeito". Para se preparar para o papel, Neeson recebeu fitas de Steve Ross, diretor executivo da Time Warner, cujo carisma Spielberg comparou ao de Schindler.
Ralph Fiennes foi escolhido para interpretar Amon Göth depois de Spielberg tê-lo visto atuar em A Dangerous Man: Lawrence After Arabia e Emily Brontë's Wuthering Heights. Spielberg disse que viu no teste de Fiennes uma "… maldade sexual. É tudo sobre sutileza: havia momentos de bondade que iriam se mover por seus olhos e então congelar". Fiennes engordou 12kg para o papel. Ele assistiu a cinejornais históricos e conversou com sobreviventes do Holocausto que conheciam Göth. Ao interpretá-lo, o ator disse: "Eu fiquei próximo de sua dor. Dentro dele está um ser humano fraturado e miserável. Sinto-me dividido sobre ele, pena por ele". Fiennes ficava tão parecido com Göth usando o figurino que quando Mila Pfefferberg, uma sobrevivente dos eventos, o viu, imediatamente começou a tremer de medo. "Ela não viu um ator. Ela viu Amon Göth", disse Spielberg.
No total, há 126 papéis com falas no filme. Trinta mil figurantes foram contratados durante a produção. Spielberg escolheu filhos de Schindlerjuden para papéis chaves que falavam hebraico e contratou poloneses católicos para os sobreviventes. Frequentemente, atores alemães interpretando oficiais da SS iriam a Spielberg para dizer, "Obrigado por me deixar resolver segredos [de minha família] aparecendo em seu filme". No meio das filmagens, Spielberg concebeu um epílogo onde 128 Schindlerjuden iriam prestar suas homenagens no túmulo de Schindler em Jerusalém. Os produtores lutaram para encontrar as pessoas retratadas no filme.

### Filmagens
As filmagens de Schindler's List começaram em 1° de março de 1993 em Cracóvia, Polônia, continuando por mais setenta e um dias. A equipe filmou em locações reais, apesar do campo de Płaszów teve de ser reconstruído em uma área adjacente ao local original devido a mudanças pós-guerra no campo. A equipe foi proibida de entrar em Auschwitz-Birkenau, então eles filmaram em uma réplica ao lado do original. Os poloneses locais receberam bem os cineastas. Houve alguns incidentes antissemitas; símbolos antissemitas apareceram em painéis perto dos locais de filmagem. Uma mulher idosa confundiu Fiennes com um nazista e disse a ele "os alemães eram pessoas encantadoras. Eles não mataram ninguém que não merecesse", enquanto Ben Kingsley quase entrou em uma briga com um empresário alemão que insultou o ator israelense Michael Schneider. Mesmo assim, Spielberg disse que na Pessach, "todos os atores alemães apareceram. Eles colocaram os quipás e abriram hagadás, e os atores israelenses se aproximaram deles e começaram a explicar tudo. E essa família de atores se sentaram e raças e culturas ficaram para trás".

"Eu fui atingido no rosto com minha vida pessoal. Minha formação. Minha condição judia. As histórias que meus avós me contaram sobre a Shoah. E a vida judia começou a afluir de volta para meu coração. Eu chorei o tempo todo."

—Steven Spielberg sobre seu estado emocional durante as filmagens
Filmar Schindler's List foi um período extremamente emocional para Spielberg, já que o assunto em foque o forçou a confortar elementos de sua infância, como o antissemitismo que ele enfrentou. Ele ficou furioso consigo mesmo por não ter "chorado baldes" enquanto visitava Auschwitz, e foi um de vários membros do elenco a não olhar para o cenário durante a filmagem da cena onde os judeus são forçados a correr nus enquanto são selecionados por médicos para irem a Auschwitz. Várias atrizes começaram a chorar enquanto filmavam a cena do chuveiro, incluindo uma que nasceu em um campo de concentração. Kate Capshaw, esposa de Spielberg, e seus cinco filhos o acompanharam no cenário, ele mais tarde agradeceu a sua esposa "por me resgatar noventa e dois dias seguidos… quando as coisas ficaram muito insuportáveis". Os pais de Spielberg e seu rabino o visitaram nas locações. Robin Williams ligava para Spielberg a cada duas semanas para animá-lo com algumas piadas, por haver tão pouco humor no cenário. Spielberg também pediu vários episódios de Seinfeld em VHS para assisti-los em seu hotel depois de cada dia de filmagem. Ironicamente, Jerry Seinfeld assistindo Schindler's List no cinema se tornou o enredo de um episódio da série. Spielberg recusou aceitar qualquer salário, chamando-o de "dinheiro de sangue", e acreditou que o filme iria ser um fracasso.
Spielberg usou alemão e polonês em certas cenas para recriar a sensação de estar presente no passado, e o usou o inglês para enfatizar os pontos dramáticos. O diretor estava interessado em fazer o filme inteiro em alemão e polonês, porém decidiu que "há muita segurança ao ler. Seria uma desculpa para desviar o olho da tela e assistir a algo mais".

### Fotografia
Spielberg decidiu não planejar o filme com storyboards e filmá-lo como um documentário, assistindo documentários como The Twisted Cross (1956) e Shoah (1985) para inspiração. Quarenta por cento do filme foi filmado com câmeras de mão, e o modesto orçamento de 22 milhões de dólares significou que ele foi filmado rapidamente em um período de setenta e dois dias. Spielberg achou que isso deu ao filme "um espontaneidade, uma borda, e também serve como sujeito". O diretor disse que, "livrei-me da grua, livrei-me da steadicam, livrei-me das lentes com zoom, [e] livrei-me de tudo que eu possa considerar como um rede de segurança". Tal estilo fez Spielberg se sentir mais um artista, já que ele limitou suas próprias ferramentas para um filme que não precisava ser um sucesso comercial. Isso amadureceu Spielberg, que no passado sempre achou que estava homenageando diretores como Cecil B. DeMille e David Lean. Aqui, o estilo era inteiramente dele.
A decisão de filmar Schindler's List quase que inteiramente em branco e preto deu a fotografia um estilo documentarista, que o diretor de fotografia Janusz Kamiński comparou ao Expressionismo Alemão e o Neorrealismo Italiano. Kamiński disse que ele queria criar uma sensação atemporal para o filme, para que o público "não tivesse um senso de quando foi feito". Spielberg estava seguindo com "virtualmente tudo o que eu havia visto sobre o holocausto… que em grande parte havia sido imagens fortes em branco e preto". O presidente da Universal Studios, Tom Pollock, pediu a Spielberg filmar tudo com negativos coloridos, para permitir que cópias coloridas em VHS fossem vendidas, porém o diretor não queria "embelezar os eventos".

### Música
John Williams compôs a trilha sonora de Schindler's List. O compositor ficou atônito com o filme, e achou que seria muito desafiador. Ele disse a Spielberg, "Você precisa de um compositor melhor do que eu sou para este filme", Spielberg respondeu brincando dizendo, "Eu sei. Porém todos estão mortos!". Williams tocou o tema principal no piano, e seguindo uma sugestão de Spielberg, ele contratou Itzhak Perlman para tocar o violino. Na cena em que o gueto está sendo liquidado pelos nazistas, a canção folclórica "Oyfn Pripetshik" (iídiche: אויפֿן פּריפּעטשיק) é cantada por um coral de crianças. A canção era frequentemente cantada pela avó de Spielberg para seus netos. Os solos de clarinete foram gravados por Giora Feidman, especialista em Klezmer.

## Símbolos

### A menina do casaco vermelho

Schindler vê uma menina usando um casaco vermelho. O casaco vermelho é um dos poucos casos de cor nas cenas em preto e branco do filme

Apesar do filme ser primariamente em branco e preto, vermelho é usado para distinguir uma menina com um casaco. Mais tarde no filme, a menina é vista entre os mortos, reconhecida apenas pelo casaco vermelho que ela ainda estava usando. Apesar de não ser intencional, a personagem é coincidentemente bem similar a Roma Ligocka, que era conhecida no Gueto de Cracóvia por seu casaco vermelho. Ligocka, ao contrário de sua contraparte, sobreviveu ao Holocausto. Depois do lançamento do filme, ela escreveu e publicou sua própria história, Dziewczynka w Czerwonym Płaszczyku (A Menina do Casaco Vermelho). A cena, todavia, foi construída com as memórias de Zelig Burkhut, sobrevivente de Płaszów (e outros campos). Quando entrevistado por Spielberg na época da produção do filme, Burkhut contou a história de uma menina com um casaco rosa, com não mais de quatro anos, que foi executada por um nazista com um tiro bem em frente a seus olhos. Ao ser entrevistado pelo The Courier-Mail, ele disse, "é algo que fica com você para sempre".
De acordo com Andy Patrizio da IGN, a menina do casaco vermelho é usada para indicar que Schindler mudou, "Spielberg põe uma virada na história dela, fazendo-a ser mais uma na pilha de corpos no carrinho para ser incinerada. O olhar no rosto de Schindler é inequívoco. Minutos antes, ele viu as cinzas e a fuligem dos corpos em chamas se acumulando em seu carro como apenas um incômodo". André Caron perguntou se isso foi feito "para simbolizar inocência, esperança ou o sangue vermelho dos judeus sendo sacrificados no horror do Holocausto?". O próprio Spielberg explicou que ele apenas seguiu o romance, e sua interpretação era:
| “ | Estados Unidos, Rússia e Inglaterra todos sabiam sobre o Holocausto, e mesmo assim não fizeram nada. Nós não enviamos qualquer uma de nossas forças para impedir a marcha em direção a morte, a inexorável marcha em direção a morte. Foi um enorme derramamento de sangue, primariamente na cor vermelha no radar de todos, porém ninguém fez nada a respeito. E é por isso que eu quis trazer a cor vermelha. | ” |

### Velas
A cena de abertura mostra uma família observando o Shabat. Spielberg disse que "começar o filme com as velas sendo acesas ... seria um rico suporte, começar o filme com um serviço normal de Shabat antes que o rolo compressor contra os judeus comece". Quando a cor desaparece nos momentos iniciais do filme, ela dá lugar a um mundo em que a fumaça passa a simbolizar corpos sendo queimados em Auschwitz. Somente no final, quando Schindler permite que seus trabalhadores realizem os serviços do Shabat, as imagens do fogo das velas recuperam seu calor por meio da cor. Para Spielberg, representam "apenas um brilho de cor e um vislumbre de esperança". Sara Horowitz, diretora do Centro Koschitzky de Estudos Judaicos da Universidade Iorque, vê as velas como um símbolo para os judeus da Europa, mortos e depois queimados nos crematórios. As duas cenas abrangem a era nazista, marcando seu início e fim. Ela ressalta que normalmente a dona da casa acende as velas do Shabat. No filme, são os homens que realizam esse ritual, demonstrando não apenas o papel subserviente das mulheres, mas também a posição subserviente dos homens judeus em relação aos homens arianos, especialmente Göth e Schindler.

### Outros simbolismos
Para Spielberg, a apresentação em preto e branco do filme passou a representar o próprio Holocausto: "O Holocausto foi uma vida sem luz. Para mim, o símbolo da vida é a cor. É por isso que um filme sobre o Holocausto tem que ser em preto e branco." Robert Gellately observa que o filme em sua totalidade pode ser visto como uma metáfora para o Holocausto, com a violência esporádica inicial aumentando em um crescendo de morte e destruição. Ele também observa um paralelo entre a situação dos judeus no filme e o debate na Alemanha nazista entre usar os judeus para trabalho escravo ou exterminá-los de vez. A água é vista como libertadora por Alan Mintz, professor de Estudos do Holocausto no Seminário Teológico Judaico da América em Nova York. Ele observa sua presença na cena em que Schindler organiza um trem do Holocausto carregado com vítimas que aguardam o transporte para ser lavado, e a cena em Auschwitz, onde as mulheres recebem um banho de verdade em vez de receberem o esperado gaseamento.

## Lançamento e recepção
A Lista de Schindler estreou nos cinemas estadunidenses em 15 de dezembro de 1993 e em 25 de dezembro no Canadá. Sua estreia teatral na Alemanha ocorreu em 1º de março de 1994. Sua primeira exibição em uma rede de televisão dos Estados Unidos foi na NBC em 23 de fevereiro de 1997, onde foi exibido sem cortes e sem comerciais, ficando em terceiro lugar na audiência geral da semana. O filme foi ao ar pela primeira vez na televisão pública de Israel durante o Yom HaShoá de 1998. No Brasil, o filme estreou na televisão aberta brasileira em 29 de agosto de 1997 pelo SBT através de sua sessão Tela de Sucessos.
O filme foi lançado pela primeira vez em DVD em 9 de março de 2004, nas edições widescreen e full screen, em um disco de dupla face com o longa-metragem começando no lado A e continuando no lado B; entre seus bônus está um documentário apresentado por Spielberg. Como parte de seu vigésimo aniversário, o filme foi lançado em Blu-ray Disc em 5 de março de 2013. Em 2018, o filme foi remasterizado digitalmente em 4K, Dolby Vision e Atmos para ser relançado nos cinemas em 7 de dezembro em comemoração de seu vigésimo quinto aniversário. O filme foi lançado em Ultra HD Blu-ray em 18 de dezembro de 2018.
Após o sucesso do filme, Spielberg fundou a Survivors of the Shoah Visual History Foundation, uma organização sem fins lucrativos com o objetivo de fornecer um arquivo para o testemunho filmado do maior número possível de sobreviventes do Holocausto, para salvar suas histórias. Spielberg continua a financiar esse trabalho. O diretor usou os lucros do filme para financiar vários documentários relacionados, incluindo Anne Frank Remembered (1995), The Lost Children of Berlin (1996) e The Last Days (1998).

### Resposta da crítica

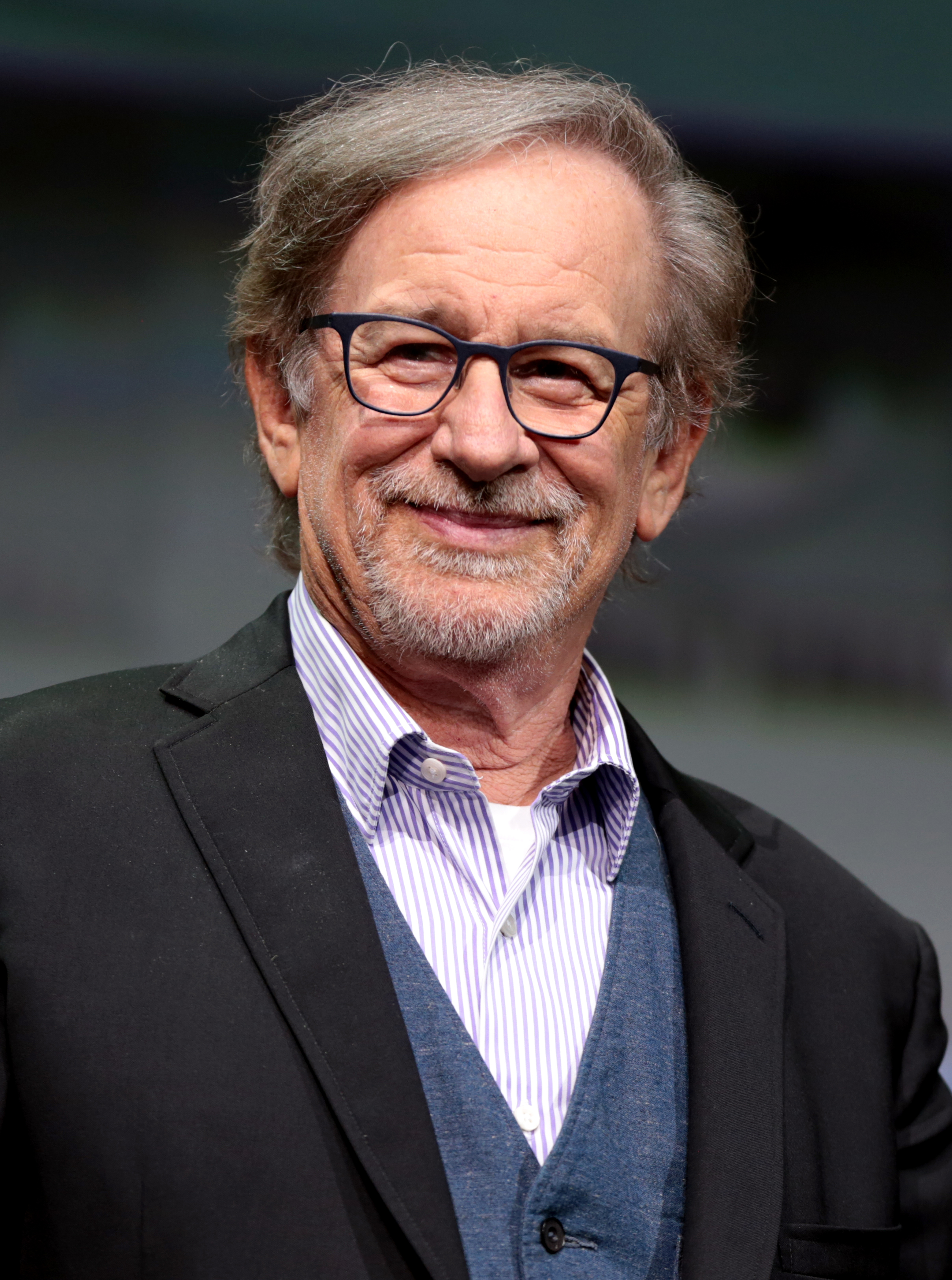
Steven Spielberg ganhou seu primeiro Óscar de Melhor filme e Melhor diretor com A Lista de Schindler.

A Lista de Schindler foi aclamado tanto pela crítica de cinema especializada quanto pelo público, com estadunidenses como a apresentadora Oprah Winfrey e o presidente Bill Clinton incentivando as pessoas a assisti-lo. Vários líderes mundiais em muitos países viram o filme, com alguns deles se encontrando pessoalmente com Spielberg. No site de resenhas cinematográficas Rotten Tomatoes o filme possui um índice de aprovação de 97%, baseado em 60 resenhas, com uma nota média de 8,8/10; o consenso do site diz: "A Lista de Schindler mistura o horror abjeto do Holocausto com a marca humanista de Steven Spielberg para criar a obra prima dramática do diretor". No agregador Metacritic o filme possui a pontuação 95/100, baseado em 23 resenhas, indicando "aclamação universal". O público entrevistado pelo CinemaScore deu ao filme uma rara nota média "A+" em uma escala de "A+" a "F".
Roger Ebert, crítico de cinema do jornal Chicago Sun-Times, deu ao filme quatro estrelas de quatro em sua crítica e descreveu o filme como o melhor de Spielberg, "atuado, escrito, dirigido e visto de maneira brilhante"; Ebert também o nomeou um de seus dez filmes favoritos de 1993. Stephen Schiff, da revista The New Yorker, classificou-o como o melhor drama histórico sobre o Holocausto, um filme que "ocupará seu lugar na história cultural e por lá permanecerá". Terrence Rafferty, também do New Yorker, admirou a "ousadia narrativa, audácia visual e franqueza emocional" do filme; ele destacou as atuações de Neeson, Fiennes, Kingsley e Davidtz como merecedoras de elogios especiais e chamou a cena do chuveiro em Auschwitz de "a sequência mais aterrorizante já filmada". Na edição de 2013 de seu livro anual Movie and Video Guide, Leonard Maltin concedeu ao filme uma classificação de quatro de quatro estrelas; ele descreveu o filme como uma "adaptação impressionante do best-seller de Thomas Keneally [...] com um ritmo tão frenético que nenhum outro filme de Hollywood já fez antes, [é] o filme mais intenso e pessoal de Spielberg até hoje". James Verniere, comentarista do jornal Boston Herald, observou a contenção e a falta de sensacionalismo do filme e chamou-o de "uma grande adição ao conjunto de trabalhos sobre o Holocausto".

### Desempenho comercial
O filme arrecadou US$ 96,1 milhões nos Estados Unidos e Canadá e US$ 321,2 milhões em todo o mundo. Na Alemanha, o filme foi visto por mais de cem mil pessoas apenas em sua primeira semana de estreia, estando em cartaz em quarenta e oito cinemas e acabou sendo exibido em mais quinhentos cinemas (incluindo oitenta pagos pelas autoridades municipais), acumulando um total de seis milhões de espectadores e uma bilheteria bruta de US$ 38 milhões. Seu relançamento durante o vigésimo quinto aniversário do filme arrecadou mais US$ 551.000 em 1.029 cinemas.

## Prêmios
Oscar 1994
| Categoria                     | Complemento                                                 | Resultado |
| ----------------------------- | ----------------------------------------------------------- | --------- |
| Melhor Filme                  | - Steven Spielberg - Gerald R. Molen - Branko Lustig        | Venceu    |
| Melhor Diretor                | Steven Spielberg                                            | Venceu    |
| Melhor Roteiro Adaptado       | Steven Zaillian                                             | Venceu    |
| Melhor Trilha sonora Original | John Williams                                               | Venceu    |
| Melhor Montagem               | Michael Kahn                                                | Venceu    |
| Melhor Fotografia             | Janusz Kamiński                                             | Venceu    |
| Melhor Direção de Arte        | - Ewa Braun - Allan Starski                                 | Venceu    |
| Melhor Ator                   | Liam Neeson                                                 | Indicado  |
| Melhor Ator Coadjuvante       | Ralph Fiennes                                               | Indicado  |
| Melhor Som                    | - Andy Nelson - Steve Pederson - Scott Millan - Ron Judkins | Indicado  |
| Melhor Maquiagem              | - Christina Smith - Matthew Mungle - Judy Alexander Cory    | Indicado  |
| Melhor Figurino               | Anna B. Sheppard                                            | Indicado  |

Globo de Ouro 1993
| Categoria              | Complemento                                          | Resultado |
| ---------------------- | ---------------------------------------------------- | --------- |
| Melhor Filme - Drama   | - Steven Spielberg - Gerald R. Molen - Branko Lustig | Venceu    |
| Melhor Realização      | Steven Spielberg                                     | Venceu    |
| Melhor Roteiro         | Steven Zaillian                                      | Venceu    |
| Melhor Ator - Drama    | Liam Neeson                                          | Indicado  |
| Melhor Ator Secundário | Ralph Fiennes                                        | Indicado  |
| Melhor Trilha sonora   | John Williams                                        | Indicado  |

BAFTA 1994
| Categoria                 | Complemento                                                                                               | Resultado |
| ------------------------- | --- | --------- |
| Melhor Filme              | - Steven Spielberg - Branko Lustig - Gerald R. Molen                                                      | Venceu    |
| Melhor Diretor            | Steven Spielberg                                                                                          | Venceu    |
| Melhor Ator Coadjuvante   | Ralph Fiennes                                                                                             | Venceu    |
| Melhor Roteiro Adaptado   | Steven Zaillian                                                                                           | Venceu    |
| Melhor Banda sonora       | John Williams                                                                                             | Venceu    |
| Melhor Montagem           | Michael Kahn                                                                                              | Venceu    |
| Melhor Fotografia         | Janusz Kamiński                                                                                           | Venceu    |
| Melhor Ator Coadjuvante   | Ben Kingsley                                                                                              | Indicado  |
| Melhor Ator               | Liam Neeson                                                                                               | Indicado  |
| Melhor Maquiagem          | - Christina Smith - Matthew W. Mungle - Waldemar Pokromski - Pauline Heys                                 | Indicado  |
| Melhor Design de produção | Allan Starski                                                                                             | Indicado  |
| Melhor Figurino           | Anna B. Sheppard                                                                                          | Indicado  |
| Melhor Som                | Charles L. Campbell Louis L Edemann Robert Jackson Ronald Judkins Andy Nelson Steve Pederson Scott Millan | Indicado  |

## Controvérsias

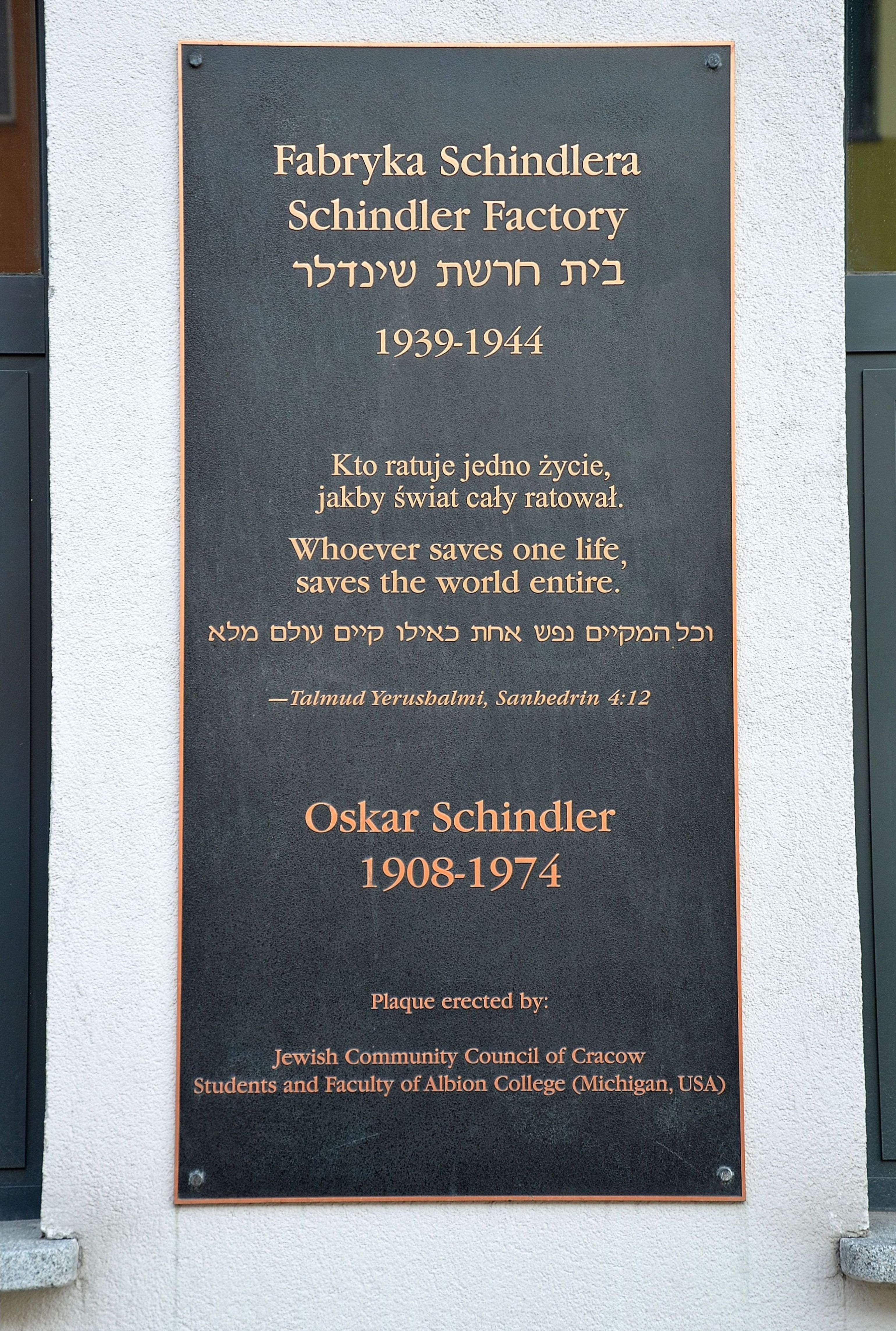
Placa comemorativa na Emalia, fábrica de Schindler em Cracóvia

Na Malásia o filme foi inicialmente proibido. O Conselho de Censura de Filmes da Malásia escreveu ao distribuidor do filme, alegando:
A história reflete apenas os privilégios e virtudes de uma determinada raça... O tema do filme é revelar a brutalidade e crueldade dos soldados nazistas aos judeus. Parece que a ilustração é propaganda com o propósito de pedir simpatia e também de manchar a outra raça. 
O primeiro-ministro da Malásia na época, Mahathir bin Mohamad, disse que os malaios “têm o direito de proibir qualquer filme”. Ele continuou dizendo: "Não sou anti-semita... sou anti-sionista à expansão (e) à conquista de territórios árabes pelos sionistas".
O filme também foi proibido na Indonésia, onde o Comitê para a Solidariedade Muçulmana Mundial o descreveu como "nada além de propaganda sionista".
Nas Filipinas, a censora-chefe Henrietta Mendez ordenou cortes de três cenas que retratavam relações sexuais e nudez feminina antes que o filme pudesse ser exibido nos cinemas. Spielberg recusou e retirou o filme da exibição nos cinemas filipinos, o que levou o Senado a exigir a abolição do conselho de censura. O próprio presidente Fidel V. Ramos interveio, determinando que o filme poderia ser exibido sem cortes para qualquer pessoa com mais de 15 anos.
Segundo o cineasta eslovaco Juraj Herz, a cena em que um grupo de mulheres confunde um chuveiro real com uma câmara de gás é tirada diretamente, plano por plano, de seu filme Zastihla mě noc (1986). Herz queria processar Spielberg, mas não conseguiu financiar o caso.
A música "Yerushalayim Shel Zahav " ("Jerusalém de Ouro") faz parte da trilha sonora do filme e toca perto do final deste. Isto causou alguma controvérsia em Israel, já que a canção (que foi escrita em 1967 por Naomi Shemer) é amplamente considerada um hino informal da vitória israelense na Guerra dos Seis Dias. Nas cópias israelenses do filme, a música foi substituída por "Halikha LeKesariya", de Hannah Szenes, uma combatente da resistência da Segunda Guerra Mundial.
Para a exibição do filme na televisão americana em 1997, A Lista de Schindler foi transmitido praticamente sem edição. Tal transmissão foi a primeira a receber a classificação TV-M (agora TV-MA) de acordo com as diretrizes da Orientação Parental de TV estabelecidas no início daquele ano. Tom Coburn, então congressista de Oklahoma, disse que ao exibir o filme, a NBC levou a televisão "ao nível mais baixo de todos os tempos, [exibindo o filme] com nudez frontal total, violência e palavrões", acrescentando que a transmissão do filme era um insulto ao "decente". Ao ser criticado tanto por republicanos quanto por democratas, Coburn se desculpou, dizendo: "Minhas intenções eram boas, mas obviamente cometi um erro de julgamento ao dizer o que queria dizer". Ele esclareceu sua opinião, afirmando que o filme deveria ter ido ao ar mais tarde da noite, quando não haveria “um grande número de crianças assistindo sem supervisão dos pais”.
Uma polêmica surgiu na Alemanha durante a estreia do filme na televisão no canal ProSieben. Os protestos entre a comunidade judaica ocorreram quando a emissora pretendia transmiti-lo pela televisão com dois intervalos comerciais de 3 a 4 minutos cada. Ignatz Bubis, chefe do Conselho Central dos Judeus na Alemanha, disse: “É problemático interromper tal filme com comerciais”. Jerzy Kanal, presidente da Comunidade Judaica de Berlim, acrescentou: "É óbvio que o filme poderia ter um impacto maior [na sociedade] quando transmitido sem impedimentos de comerciais. A emissora tem que fazer todo o possível para transmitir o filme sem interrupção". Para satisfazer mais a comunidade judaica, a transmissão incluiu um intervalo que consistiu em uma breve atualização de notícias emoldurada por comerciais. A ProSieben também decidiu transmitir dois documentários que acompanharam o filme, mostrando The daily lives of the Jews in Hebron and New York antes da transmissão e The survivors of the Holocaust logo depois.